# Atheta sana
Atheta sana är en skalbaggsart som beskrevs av Thomas Casey 1910. Atheta sana ingår i släktet Atheta och familjen kortvingar. Inga underarter finns listade i Catalogue of Life.